# Fecskefarkú kánya
A fecskefarkú kánya vagy fecskekánya (Elanoides forficatus) a madarak osztályának vágómadár-alakúak (Accipitriformes) rendjébe, ezen belül a vágómadárfélék (Accipitridae) családjába tartozó Elanoides nem egyetlen faja.

## Előfordulása
Az Egyesült Államok délkeleti államaitól Mexikón és Közép-Amerikán keresztül Uruguayig és Észak-Argentínáig fordul elő. 
Az Észak- és Közép-Amerikában fészkelő madarak a telet Dél-Amerika trópusi vidékein töltik, ahonnan tavasszal térnek vissza költőterületeikre. A Dél-Amerikában élő madarak egész évben egy helyben élnek.
A fás mocsarakat, füves pusztákat, a trópusi és szubtrópusi régiók laza erdőit kedveli.

## Megjelenése
Testhossza 55-65 centiméter, szárnyfesztávolsága 130 centiméter. A törékeny madarat hosszú, hegyes szárnyáról és hosszú, igen mélyen villás farkáról lehet felismerni. Tollazatának színe a fehértől a világosszürkéig terjed, fekete evező- és kormánytollai elütnek teste többi részétől.

## Életmódja
Általában társasán él. A madarak többnyire kis csoportokban vitorláznak a felszálló légáramlatokon az erdei tisztások, erdőszélek és hegyoldalak felett. A fecskekánya nagyobb rovarokat fog a levegőben, és röptében eszi meg őket, miközben zsákmányát egyik lábával tartja meg. A kisebb gerinceseket a levegőből lecsapva, karmaival fogja meg. Olykor érett gyümölcsöt is eszik. Magas fák elszáradt ágaira ül pihenni, és fészkét is ide építi.

## Szaporodása
Laza közösségekben telepesen költ. Fészkét magas fákra építi, lehetőleg víz közelébe. a fészek építésében a hím és a  tojó is részt vesz. 2-3 fehéres, barna foltokkal borított tojást rak. A tojások 28 nap költés után kelnek ki.

## Fordítás
- Ez a szócikk részben vagy egészben  a   Swallow-tailed Kite című angol Wikipédia-szócikk ezen változatának fordításán alapul.  Az eredeti cikk szerkesztőit annak laptörténete sorolja fel. Ez a jelzés csupán a megfogalmazás eredetét és a szerzői jogokat jelzi, nem szolgál a cikkben szereplő információk forrásmegjelöléseként.